# مجله فورنسیک ساینس
فورنسیک ساینس اینترنشنال (به انگلیسی: Forensic Science International) یک مجله علمی پزشکی قانونی است. این مجله در سال ۱۹۷۲ تأسیس شد و توسط الزویر منتشر می‌شود. این مجله به‌طور مداوم از سال ۱۹۹۹ تاکنون منتشر شده‌است. این مجله همچنین ضمیمه‌هایی دارید که جدا منتشر می‌شود.

## نمایه سازی
مقاله‌های منتشر شده در فورنسیک ساینس در پایگاه‌های زیر نمایه می‌شود: 
- Bulletin Signalétique
- Cambridge Scientific Abstracts
- Chemical Abstracts
- Criminology, Penology and Police Science Abstracts
- Current Awareness in Biological Sciences
- Current Contents
- EMBASE
- MEDLINE
- National Criminal Justice Reference Service
- Science Citation Index
- Scopus